# Előd Kincses
Előd Kincses (n. 2 octombrie 1941, Târgu Mureș, Regatul Ungariei – d. 24 iunie 2025, Târgu Mureș, România) a fost un avocat, scriitor și publicist român de etnie maghiară.

## Biografie
Elöd Kincses s-a născut pe 2 octombrie 1941 la Târgu Mureș (în maghiară Marosvásárhely). A devenit consilier juridic în orașul natal în 1964. A fost membru al Asociației Avocaților din România, iar comentariile sale juridice au fost publicate în Revista Română de Drept. De asemenea, a publicat în mod regulat articole sportive în Új Élet. În 1989 a fost avocat al apărării pentru László Tőkés în procesul de evacuare al acestuia, care a dus în cele din urmă la Revoluția din 1989.
Pe 2 ianuarie 1990, în calitate de succesor al lui Károly Király, a devenit vicepreședinte al Frontului Salvării Naționale și al Consiliului Provizoriu de Uniune Națională în județul Mureș. În timpul lui „Martie Negru” din 19–20 martie 1990, a jucat un rol esențial în desfășurarea evenimentelor în calitate de vicepreședinte. Prin acțiunile sale personale, a împiedicat mii de Secui din județele Harghita și Covasna să intre în Târgu Mureș, deoarece considera că puterea de la acea vreme avea nevoie de o escaladare a revoltelor. După confruntări, în calitate de lider responsabil, a cerut populației maghiare din Târgu Mureș să se întoarcă acasă și să nu răspundă provocărilor. Văzând că situația se agravează, a solicitat în repetate rânduri intervenția Armatei Române și a Poliției, cereri care au fost transmise și de către Radio Târgu Mureș. Ca urmare a lipsei de intervenție și a dezordinii provocate, precum și a înmulțirii ciocnirilor dintre manifestanți, a făcut apel la populația maghiară din Târgu Mureș să se apere, cerând totodată ajutorul satelor învecinate cu populație majoritar maghiară să vină în sprijin și să împiedice pătrunderea în oraș a țăranilor români înarmați. Decizia sa s-a dovedit a fi corectă, iar locuitorii din Târgu Mureș s-au apărat cu succes.
Ca urmare a ciocnirilor interetnice, a devenit ținta atacurilor unor elemente extremiste românești și s-a refugiat în Ungaria și apoi la Viena în perioada primelor arestări și a proceselor-spectacol. Din decembrie 1991 până în august 1992 a fost secretar general al Federației Mondiale a Maghiarilor.
Ulterior, a lucrat ca avocat în Budapesta, iar când situația politică s-a liniștit, s-a întors în Transilvania. A candidat ca independent la alegerile parlamentare din 2008 în județul Mureș, dar a fost învins de Béla Markó.
Elöd Kincses a decedat la Târgu Mureș pe 25 iunie 2025, la vârsta de 83 de ani.